# Кубок Кар'яла 2003
Кубок Кар'яла 2003 — міжнародний хокейний турнір у Фінляндії в рамках Єврохокейтуру, проходив 6—9 листопада 2003 року у Гельсінкі та один матч у Ничепінгу.

## Результати та таблиця
| 1. | Фінляндія | *** | 5:1      | 3:2      | 4:1      | 3 | 3 | 0 | 0 | 0 | 12:4 | 9 |
| 2. | Чехія     | 1:5 | ***      | 3:2 бул. | 2:1 бул. | 3 | 0 | 2 | 0 | 1 | 6:8  | 4 |
| 3. | Росія     | 2:3 | 2:3 бул. | ***      | 2:0      | 3 | 1 | 0 | 1 | 1 | 6:6  | 4 |
| 4. | Швеція    | 1:4 | 1:2 бул. | 0:2      | ***      | 3 | 0 | 0 | 1 | 2 | 2:8  | 1 |

М — підсумкове місце, І — матчі, В — перемоги, ВО — перемога по булітах (овертаймі), ПО — поразка по булітах (овертаймі), П — поразки, Ш — закинуті та пропущені шайби, О — очки

## Найкращі гравці турніру
| Воротар  | Максим Соколов   |
| Захисник | Петтері Нуммелін |
| Нападник | Яркко Іммонен    |

## Команда усіх зірок
| Воротар  | Фредрік Норрена   |
| Захисник | Петтері Нуммелін  |
| Захисник | Марко Туулола     |
| Нападник | Яркко Іммонен     |
| Нападник | Максим Сушинський |
| Нападник | Вілле Пельтонен   |

## Команда усіх зірок 2
| Воротар  | Роман Малек     |
| Захисник | Віталій Прошкін |
| Захисник | Їржі Викоукал   |
| Нападник | Юкка Хентунен   |
| Нападник | Йорген Йонссон  |
| Нападник | Мікко Елоранта  |